# Fuck, I'm Lonely
«Fuck, I'm Lonely» (también lanzada en una versión censurada como «Lonely») es una canción del cantante estadounidense Lauv en colaboración con la cantante británica Anne-Marie. Fue lanzada a través de AWAL el 1 de agosto de 2019 como sencillo de la banda sonora de la serie 13 Reasons Why de Netflix y como cuarto sencillo del álbum de estudio debut de Lauv, How I'm Feeling (2020).

## Antecedentes
Lauv conoció a Marie después de que ambos actuaron en el Summertime Ball en el estadio de Wembley, Londres. Él calificó la letra de la canción como «bastante explicativa», así como también sobre «extrañar a alguien con quien solías conectarte» y su «menos profunda y misteriosa canción».  Produjo su ritmo en su computadora portátil en una hora mientras estaba en el aeropuerto, y dijo que el título de la canción «salió de la nada» en una conversación con sus amigos. Marie dijo: «nunca me gusta admitir que extraño a alguien después de una ruptura. Así que aquí hay una canción que lo hace por mí».

## Recepción de la crítica
Clash llamó a la canción «brutalmente honesta pero ultrainfecciosa» y explicó que Lauv tiene «la capacidad de hacer que las emociones más sombrías parezcan hermosas», así como una «dicotomía constante que recorre su trabajo». i-D sintió que la canción es «peligrosamente pegadiza y algo triste cuando lo piensas», describiendo una canción que «te obliga a tener una epifanía del domingo por la mañana a las 4 mientras te derrites en el sofá en una fiesta posterior». MTV escribió que la canción es «sónica y temáticamente, [...] justo en línea con los otros sencillos recientes [...] de Lauv. Sobre una peculiar combinación de sintetizadores, él y Marie reflexionan sobre sus ex y se revuelcan su soledad».

## Lista de canciones
- Descarga digtal - Streaming[6][2][7]

| N.º | Título                                  | Duración |  |
| 1.  | «Fuck, I'm Lonely» (junto a Anne-Marie) | 3:18     |  |

| N.º | Título                        | Duración |  |
| 1.  | «Lonely» (junto a Anne-Marie) | 3:18     |  |

| N.º | Título                                             | Duración |  |
| 1.  | «Fuck, I'm Lonely» (junto a Anne-Marie) (Stripped) | 3:18     |  |

## Video musical
El video musical de la canción fue lanzado el 22 de agosto de 2019 en el canal de Lauv en YouTube. Actualmente el video cuenta con más de 22 millones de visitas en la plataforma.

## Posicionamiento en listas

### Listas semanales
| Listas (2019)                               | Mejor posición |
| ------------------------------------------- | -------------- |
| Alemania (Media Control AG)                 | 80             |
| Australia (ARIA)                            | 19             |
| Austria (Ö3 Austria Top 40)                 | 48             |
| Bélgica (Flandes) (Ultratop 50)             | 21             |
| Bélgica (Valonia) (Ultratip Bubbling Under) | 26             |
| Canadá (Hot 100)                            | 70             |
| Corea del Sur (Gaon)                        | 92             |
| Escocia (Scottish Singles Sales Chart)      | 27             |
| Eslovaquia (Singles Digitál Top 100)        | 85             |
| Eslovaquia (Singles Digitál Top 100)        | 24             |
| Estados Unidos (Bubbling Under Hot 100)     | 8              |
| Estados Unidos (Mainstream Top 40)          | 33             |
| Estados Unidos (Rolling Stone Top 100)      | 98             |
| Estonia (Eesti Ekspress)                    | 31             |
| Hungría (Stream Top 40)                     | 33             |
| Irlanda (IRMA)                              | 15             |
| Letonia (LAIPA)                             | 23             |
| Lituania (AGATA)                            | 16             |
| Malasia (RIM)                               | 16             |
| Noruega (VG-lista)                          | 36             |
| Nueva Zelanda (Recorded Music NZ)           | 2              |
| Reino Unido (UK Singles Chart)              | 32             |
| República Checa (Rádio Top 100)             | 40             |
| Singapur (RIAS)                             | 9              |
| Suecia (Sverigetopplistan)                  | 49             |
| Suiza (Schweizer Hitparade)                 | 53             |

### Listas de fin de año
| Lista (2019)                | Posición |
| --------------------------- | -------- |
| Bélgica (Ultratop Flanders) | 91       |

## Certificaciones
| País          | Organismo certificador | Certificación | Ventas certificadas | Ref.   |
| ------------- | ---------------------- | ------------- | ------------------- | ------ |
| Australia     | (ARIA)                 | Platino       | 70 000              | [ 36 ] |
| Nueva Zelanda | (RMNZ)                 | Oro           | 15 000              | [ 37 ] |
| Reino Unido   | (BPI)                  | Plata         | 200 000             | [ 38 ] |

## Historial de lanzamiento
| Región | Fecha                    | Formato                     | Versión   | Discográfica | Ref.  |
| ------ | ------------------------ | --------------------------- | --------- | ------------ | ----- |
| Varios | 1 de agosto de 2019      | Descarga digital, Streaming | Explícita | AWAL         | [ 6 ] |
| Varios | 1 de agosto de 2019      | Descarga digital, Streaming | Censurada | AWAL         | [ 2 ] |
| Varios | 13 de septiembre de 2019 | Descarga digital, Streaming | Stripped  | AWAL         | [ 7 ] |